# دوري قرغيزستان لكرة القدم 1996
دوري قيرغيزستان لكرة القدم 1996 هو الموسم 5 من دوري قيرغيزستان لكرة القدم. فاز فيه FC Metallurg Kadamjay ‏.